# Сольмафор
Сольмафор (исп. solmáforo) — внешне похожее на светофор устройство, сигнализирующее об интенсивности ультрафиолетового излучения Солнца. Отображает текущий уровень опасности ультрафиолета одним из пятью цветов: зелёный — низкий, жёлтый — средний, оранжевый — высокий, красный — очень высокий, фиолетовый — экстремальный, в соответствии с рекомендациями Всемирной организации здравоохранения. Разработан в Чили. Встречается в латиноамериканских странах, в частности, Аргентине, Колумбии, Панаме, Перу, Чили. 